# メジディ・トラウイ
メジディ・トラウィ（アラビア語: مجدي تراوي, ラテン文字表記: Mejdi Traoui, 1983年12月13日 - ）は、チュニジア・スース出身の元同国代表サッカー選手。ポジションは守備的ミッドフィールダー。

## 経歴
母国のチュニジアでは主にエトワール・サヘルでプレー。チュニジア・リーグやチュニジア・カップで優勝し、アフリカを代表するクラブ国際大会であるCAFチャンピオンズリーグやCAFコンフェデレーションカップにも出場。両大会で優勝を果たす。
アフリカ王者としてFIFAクラブワールドカップ2007にも出場。3位決定戦では浦和レッズと対戦。フル出場するものの、PK戦で自ら蹴ったPKをGK都築龍太に止められチームは敗戦。4位が決定する。
2008年5月にオーストリア・ブンデスリーガの強豪レッドブル・ザルツブルクへ移籍。
2017年1月、古巣であるエスペランス・チュニスのテクニカルスタッフの一員となった。
2004年には、アテネオリンピックに出場。チュニジアA代表では15試合に出場、4得点を決めている（2008年5月時点）。またアフリカネイションズカップ2008にも出場、準々決勝進出を果たしている。

## タイトル
- CAFチャンピオンズリーグ : 2007
- CAFコンフェデレーションカップ : 2006
- チュニジア・リーグ : 2007, 2010
- チュニジア・カップ : 2005